# رحمت‌آباد (خرانق)
رحمت‌آباد روستایی در دهستان رباطات بخش خرانق شهرستان اردکان استان یزد ایران است.

## جمعیت
بر پایه سرشماری عمومی نفوس و مسکن در سال ۱۳۹۵ این روستا بدون جمعیت بوده‌است.